# Boris Ryji
Boris Borissovitch Ryji (en russe : Борис Борисович Рыжий), né le 8 septembre 1974 à Tcheliabinsk et mort le 7 mai 2001 à Iekaterinbourg , est un poète et géologue russe.

## Biographie
Boris Ryji naît le 8 septembre 1974 à Tcheliabinsk. Son père est géophysicien, sa mère - médecin épidémiologiste. Il a deux sœurs : Elena (née en 1961) et Olga (née en 1962). En 1980, la famille déménage à Sverdlovsk.
À 13 ans, Boris commence à écrire de la poésie. Dans les années 1990, il effectue un stage dans des équipes géologiques et travaille à Kytlym.
En 1991-1997, il étudie à l'Université des Mines de l'Oural. 
En 2000, il soutient sa thèse de doctorat à l'Institut de géophysique de la branche ouralienne de l'Académie des sciences de Russie. Il effectue un stage dans des équipes géologiques de l'Oural du Nord. Il publiera 18 ouvrages sur la structure de la croûte terrestre et la sismicité de l'Oural et de la Russie.
Il a travaillé comme chercheur adjoint à l'Institut de géophysique de la branche ouralienne de l'Académie des sciences de Russie et a collaboré à la rédaction du magazine Oural. Il anime la rubrique « Poésie d'actualité avec Boris Ryzhiy » dans le journal d'Ekaterinbourg Club de lecture.
Il se suicide le 7 mai 2001, à l'âge de 26 ans. Son suicide est une conséquence de sa bipolarité et de son abus d'alcool. Certains considèrent son suicide comme un appel désespéré à la reconnaissance et à la renommée, acte populaire en Russie depuis le suicide de Sergueï Essénine dans un hôtel de Petrograd en 1925.
Au moment de sa mort, il commençait à être reconnu comme l'un des principaux poètes de sa génération. Il a reçu le prix Anti-Booker et a accepté une invitation au Festival de poésie de Rotterdam.
En 2001, il reçoit à titre posthume le Palmyre du Nord, un des prix les plus recherchés en littérature russe, pour sa collection Une raison de vivre (Opravdanie jizni).
Certains poèmes de Ryji sont traduits en anglais, italien, allemand, néerlandais et serbe (et un en français).
Il est inhumé au cimetière de Nijne-Isetskoïe d'Iekaterinbourg.

## Héritage
Depuis sa mort en 2001, sa poésie a été saluée et ajoutée au canon des poètes russes. Beaucoup de ses poèmes et recueils ont été ajoutés aux volumes de littérature russes au cours des dernières années. À travers ses paroles courtes et poignantes, il a façonné un personnage de la délinquance et du désespoir post-soviétiques, où sa propre dépression et sa dépendance à l'alcool figurent en bonne place. 
Sa réputation se développe lentement en dehors de la Russie. Après sa mort, quelques-unes de ses œuvres sont traduites en anglais, italien, allemand, néerlandais et espagnol.
Aliona van der Horst a réalisé le documentaire Boris Ryji en 2009 et a reçu plusieurs prix dont le meilleur long métrage documentaire au Festival international du film d'Édimbourg 2009.
Le groupe post-punk biélorusse Molchat Doma a adapté les paroles de sa chanson de 2018 Судно ("Vaisseau"), qui est devenue virale en raison de l'utilisation dans des vidéos TikTok, du poème de Ryji Эмалированное судно ("Bassin de lit émaillé").